# Gradska televizija Zadar
Gradska televizija Zadar (GTV Zadar) je bila hrvatska lokalna televizija koja je emitirala za grad Zadar. Prvu koncesiju za zemaljsko emitiranje dobila je 21. lipnja 2000. godine. Područje pokrivenosti televizije je bilo 150.000 stanovnika. Odašiljač televizije nalazio se na Sv. Mihovilu, na otoku Ugljanu i odašiljao je program na 35. kanalu. Udjel u vlasništvu imali su Zoran (52 %) i Ljiljana Lokas (48 %).
GTV Zadar emitirao je emisije lokalnog karaktera te različite zabavne sadržaje. Surađivao je s različitim lokalnim televizijama i produkcijskim kućama.

## Prestanak emitiranja
Dana 30. lipnja 2014. agencija za elektronične medije trajno im je oduzela koncesiju.